# واين غرين
واين غرين (بالإنجليزية: Wayne Green)‏ هو صحفي أمريكي، ولد في 3 سبتمبر 1922 في ليتلتون في الولايات المتحدة، وتوفي في 13 سبتمبر 2013 في بيتربورو في الولايات المتحدة.

## وصلات خارجية
- الموقع الرسمي